# Can't Stay Away from You
Singles de Gloria Estefan et Miami Sound Machine
Betcha Say That
(1987) Anything for You
(1988)
Can't Stay Away from You est une chanson de Gloria Estefan et Miami Sound Machine issue de leur dixième album studio Let It Loose. Elle sort en single en janvier 1988 sous le label Epic Records.

## Performance dans les hits-parades
| Classement (1988)                          | Meilleure position |
| ------------------------------------------ | ------------------ |
| Belgique (Flandre Ultratop 50 Singles)     | 1                  |
| Canada (RPM Top 100 Singles)               | 18                 |
| Irlande (Irish Recorded Music Association) | 7                  |
| Pays-Bas (Nederlandse Top 40)              | 1                  |
| Pays-Bas (Single Top 100)                  | 1                  |
| Royaume-Uni (UK Singles Chart)             | 7                  |
| États-Unis (Hot 100)                       | 6                  |
| États-Unis (Adult Contemporary)            | 1                  |